# 의병장 김백선 묘
의병장 김백선 묘는 대한민국 경기도 양평군 청운면 갈운리에 있다. 2008년 3월 19일 양평군의 향토유적 제42호로 지정되었다.

## 개요
정부인 파평윤씨와의 합장묘이며 상석과 향로석, 망주석은 근래에 세운 것이다. 1992년 묘의 우측에 후손들이 두 개의 비를 건립하였다. 김백선(金百先, ~1896)은 경기도 양평 출신의 항일의병장으로 1895년 명성황후가 시해되자 이춘영, 안승우 등과 함께 지평에서 항일의병에 가담하였다.

## 같이 보기
- 김백선